# The Polite Force
Lansat în 1971, The Polite Force este al doilea album al trupei Britanice, Egg. Este privit adesea ca fiind cel mai bun material al formației, fiind un efort mult mai serios decât primul lor album. Muzica este un exemplu de rock progresiv englez timpuriu aducând în dese situații cu sonoritatea grupului Emerson, Lake and Palmer. 

## Tracklist
1. "A Visit to Newport Hospital" (8:19)
2. "Contrasong" (4:19)
3. "Boilk (incl. Durch Adams Fall Ist Ganz Verdebt)" (J.S. Bach) (9:15)
4. "Long Piece No. 3" (20:27)

## Componență
- Dave Stewart - orgă, pian
- Mont Campbell - bas, voce
- Clive Brooks - tobe